# Microcaecilia taylori
Microcaecilia taylori là một loài lưỡng cư thuộc họ Caeciliidae.
Loài này có ở Suriname, có thể cả Brasil, và có thể cả Guyana.
Môi trường sống tự nhiên của chúng là rừng ẩm vùng đất thấp nhiệt đới hoặc cận nhiệt đới, xavan ẩm, các đồn điền, vườn nông thôn, và rừng thoái hóa nghiêm trọng.